# La Meneuse de jeu
Pour plus de détails, voir Fiche technique et Distribution.
La Meneuse de jeu (The Matchmaker) est un film américain réalisé par Joseph Anthony, sorti en 1958.

## Synopsis
Dolly Levi est une entremetteuse qui arrange avec succès des unions matrimoniales. Voilà qu’elle a jeté son dévolu, à ses propres fins, sur le rigide monsieur Vandergelder, propriétaire d’une boutique florissante de la ville. Par la même occasion, elle va provoquer la rencontre amoureuse des juvéniles Cornelius Hackl et Irene Molloy...

## Point de vue critique
- « Une farce extrêmement drôle...menée à un train d’enfer[1]. » - Time Magazine

## Fiche technique
- Titre : La Meneuse de jeu
- Titre d’origine : The Matchmaker
- Réalisation : Joseph Anthony
- Scénario : John Michael Hayes d’après la pièce de théâtre de Thornton Wilder, The Matchmaker[2]
- Musique : Adolph Deutsch
- Direction de la photographie : Charles Lang
- Ingénieurs du son : Winston H. Leverett, Gene Merritt
- Décors : Roland Anderson, Hal Pereira
- Costumes : Edith Head
- Montage : Howard A. Smith
- Pays de production :  États-Unis
- Langue de tournage : anglais
- Producteur : Don Hartman
- Société de production : Don Hartman Productions (États-Unis)
- Société de distribution : Paramount Pictures
- Format : noir et blanc — 1.85:1 — son monophonique (Westrex Recording System) — 35 mm
- Genre : comédie
- Durée : 100 min
- Date de sortie :
  - États-Unis : 12 août 1958

## Distribution
- Anthony Perkins : Cornelius Hackl
- Shirley MacLaine : Irene Molloy
- Shirley Booth : Dolly « Gallager » Levi, « la meneuse de jeu »
- Robert Morse : Barnaby Tucker
- Paul Ford : Horace Vandergelder
- Russell Collins : Joe Scanlon
- Gavin Gordon : Rudolph
- Jon Lormer : M. Duckworth

## Autour du film
- Adaptation cinématographique de la pièce de théâtre américaine The Matchmaker, dont l'intrigue servira de base à la comédie musicale Hello Dolly ! en 1964.